# Тхимпху
Тхимпху́ (дзонг-кэ ཐིམ་ཕུ་, тиб. ཐིམ་ཕུག་) — нынешняя (с 1955) столица Королевства Бутан, которая с давних времён являлась столицей исторической провинции Тхимпху. Город Тхимпху также является административным центром одноимённого административного района (дзонгхага) Тхимпху. Тхимпху входит в гевог Чанг.
Население города составляет 79 185 человек (перепись 2005 года), а по оценке 2012 года — 99 021 человек. Расположен на западном берегу реки Вонг-Чу на высоте 2400 м.

## Климат
Климат субтропический муссонный. Зимой дует сухой ветер со стороны материка, впрочем, переносу холодных масс препятствуют горы. В результате зимой наблюдаются очень большие суточные колебания температур (ночью обычны небольшие морозы, но днём температура может быть на 15 и более градусов выше), а осадков выпадает мало. Летом дует ветер со стороны Индийского океана, принося обильные осадки.
| Показатель              | Янв. | Фев. | Март | Апр. | Май  | Июнь | Июль | Авг. | Сен. | Окт. | Нояб. | Дек. | Год  |
| ----------------------- | ---- | ---- | ---- | ---- | ---- | ---- | ---- | ---- | ---- | ---- | ----- | ---- | ---- |
| Средний максимум, °C    | 12,3 | 14,4 | 16,4 | 20,0 | 22,5 | 24,4 | 24,9 | 25,0 | 23,1 | 21,9 | 17,9  | 14,5 | 19,7 |
| Средняя температура, °C | 4,9  | 7,5  | 10,2 | 13,6 | 17,8 | 19,8 | 20,2 | 20,4 | 19,1 | 16,2 | 11,5  | 6,7  | 13,6 |
| Средний минимум, °C     | −2,6 | 0,6  | 3,9  | 7,1  | 13,1 | 15,2 | 15,4 | 15,8 | 15,0 | 10,4 | 5,0   | −1,1 | 8,0  |
| Норма осадков, мм       | 15   | 41   | 23   | 58   | 122  | 246  | 373  | 345  | 155  | 38   | 8     | 3    | 1427 |
| Источник: Weatherbase   |      |      |      |      |      |      |      |      |      |      |       |      |      |

## Центр государства
Крепость Ташичо построена в XIII веке как монастырь, отреставрирована в 1960-х годах, с 1952 года здесь располагается правительство страны. В летнее время здесь же находится религиозный лидер страны Дже Кенпо. Король (Джигме Кхесар Вангчук) также имеет здесь рабочий кабинет.
Дворец Деченчолинг, официальная резиденция короля, находится к северу от Тхимпху, недалеко от города находятся также монастыри Танго, Чери.
Тхимпху — место нахождения правительства, парламента и органов исполнительной власти, все политические решения в стране принимаются здесь. В Тхимпху располагаются также дипломатические представительства, организации ООН для помощи развития страны и различные неправительственные организации.
В 1961 году Тхимпху получил статус города, а в 2009 году он получил статус муниципалитета.

## Туризм
В Тхимпху сосредоточено наибольшее в стране количество отелей, основное время приезда туристов — осенние фестивали Цечу.
В 2007 году город готовился к наплыву нескольких тысяч туристов в связи с празднованием столетней годовщины правящей династии Бутана.

## Достопримечательности

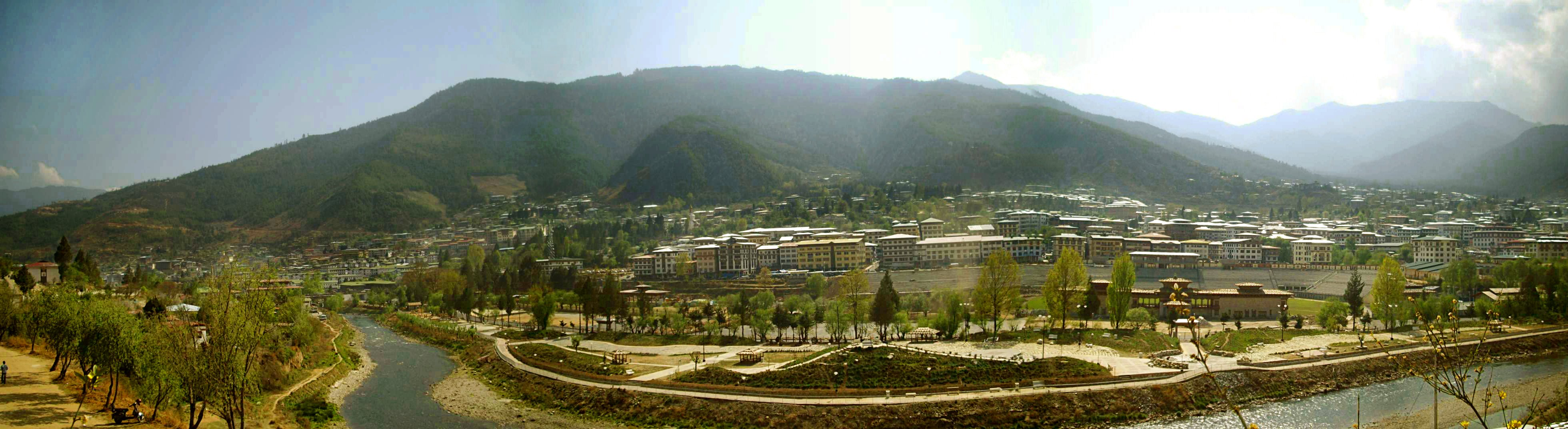
Панорамный вид на Тхимпху

- Тхимпху-чортен — Мемориальный чортен Третьего Короля Джигме Дорджи Вангчук
- Мануфактура по производству традиционной бумаги
- Бутанский музей текстиля
- Национальная библиотека Бутана
- Женский буддийский монастырь
- Центр прикладного искусства
- Дзонг Ташичо (крепость и место заседаний правительства)
- Недельный базар
- Дзонг Симтокха — теперь буддийский университет. Построен Шабдрунгом как крепость в XVII веке.
- Площадь Клок Тауэр

## Известные уроженцы
- Джигме Сингье Вангчук — король Бутана.
- Онир — индийский режиссёр.